# Triplochiton zambesiacus
Triplochiton zambesiacus är en malvaväxtart som beskrevs av Milne-redhead. Triplochiton zambesiacus ingår i släktet Triplochiton och familjen malvaväxter. Inga underarter finns listade i Catalogue of Life.